# 2 Lyncis
Désignations
2 Lyncis (en abrégé 2 Lyn) est une étoile binaire de la constellation boréale du Lynx. Elle porte également la désignation d'étoile variable UZ Lyncis, 2 Lyncis étant sa désignation de Flamsteed. Elle est visible à l'œil nu avec une magnitude apparente de 4,43. Le système présente une parallaxe annuelle de 20,83 mas mesurée par le satellite Hipparcos, ce qui indique qu'il est distant d'environ ∼ 157 a.l. (∼ 48,1 pc) de la Terre. Il se rapproche du Système solaire à une vitesse radiale de −2 km/s.
2 Lyncis est une binaire spectroscopique avec une période orbitale de 1 307 jours (environ 3,6 ans) et avec une excentricité de 0,50. Le système est classé comme une binaire à éclipses probable (avec une probabilité de 91 %), montrant une baisse de luminosité de 0,3 magnitude lors d'une éclipse, ainsi que comme une variable de type Scuti présumée
Sa composante primaire est une étoile blanche de la séquence principale de type spectral A2 Vs, avec la lettre « s » qui indique que son spectre présente des raies d'absorption étroites (sharp) en raison de sa rotation lente. Elle tourne en effet sur elle-même à une vitesse de rotation projetée de 44 km/s, ce qui est relativement peu élevé pour une étoile de type A, et elle complète une rotation en 1,56 jour. L'étoile est environ 2,3 fois plus massive que le Soleil et son rayon est 2,2 fois plus grand que le rayon solaire. Elle est environ 40 fois plus lumineuse que le Soleil et sa température de surface est de 9 310 K.
Le compagnon en orbite ne fait que 46 % la masse du Soleil. Il pourrait être à l'origine de l'émission de rayons X détectée en provenance du système, étant donné que les étoiles de type A comme l'étoile primaire ne produisent généralement pas de quantités détectables de rayons X.